# Heinrichswalde
Heinrichswalde – miejscowość i gmina w Niemczech w kraju związkowym Meklemburgia-Pomorze Przednie, w powiecie Vorpommern-Greifswald, wchodzi w skład Związku Gmin Torgelow-Ferdinandshof.

## Osoby urodzone w Heinrichswalde
- Harry Tisch – funkcjonariusz partyjny